# Tournehem-sur-la-Hem

Tournehem-sur-la-Hem este o comună în departamentul Pas-de-Calais, Franța. În 1 ianuarie 2022 avea o populație de 1.353 de locuitori.